# Neobaclea crispifolia
Neobaclea crispifolia là một loài thực vật có hoa trong họ Cẩm quỳ. Loài này được (Cav.) Krapov. mô tả khoa học đầu tiên năm 1945.